# Eletroestimulação
Eletroestimulação é um recurso terapêutico utilizado por fisioterapeutas, terapeutas ocupacionais, educadores físicos, em que os músculos são contraídos e relaxados através de um aparelho. Também é utilizada na área de estética  beleza.

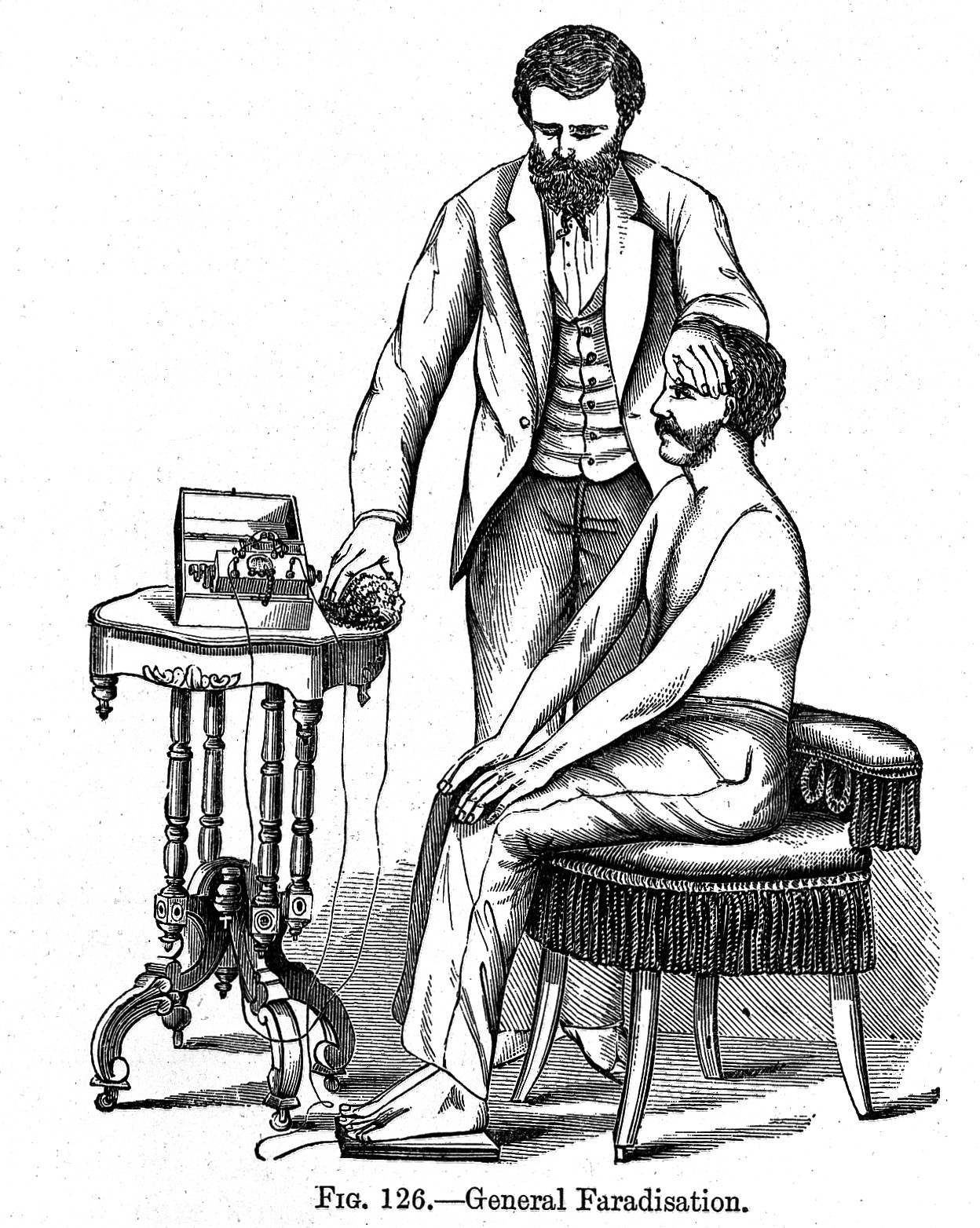
Faradização ou método de tratamento das afecções fisícas por corrente elétrica nos finais do século XIX

Em psiquiatria, a eletrosestimulação da região supraorbital com frequências específicas é uma das técnicas utilizadas para indução do sono terapêutico e relaxamento muscular.

A Eletroestimulação é eficaz?
A tecnologia EMS (eletroestimulação muscular) foi criada especificamente para a reabilitação, tendo atingido bons resultados, devido à sua eficácia foi adaptada ao fitness, desta forma todas as pessoas têm acesso em simultâneo ao treino e tratamento. O treino com eletroestimulação Muscular consiste num plano de exercícios que vão ao encontro dos objetivos específicos de cada cliente, objetivos como emagrecer, tonificar, aumentar a massa muscular entre outros. Depois de vários estudos científicos, verificou-se que 20 minutos são suficientes para obter bons resultados. Com esta nova tecnologia, conseguimos trabalhar 350 músculos em simultâneo e acelerar o metabolismo até 48 horas após o treino.